# Phyllodesmium longicirrum
Phyllodesmium longicirrum is een slakkensoort uit de familie van de Facelinidae. De wetenschappelijke naam van de soort is voor het eerst geldig gepubliceerd in 1905 door Bergh.